# Ponte in Valtellina
Ponte in Valtellina är en ort och kommun i provinsen Sondrio i regionen Lombardiet i Italien. Kommunen hade 2 291 invånare (2018).